# 福富郵便局 (広島県)
福富郵便局（ふくとみゆうびんきょく）は、広島県東広島市にある郵便局。民営化前の分類では集配特定郵便局であった。

## 概要
住所：〒739-2399 広島県東広島市福富町久芳金口1539-26

## 沿革
- 1911年（明治44年）3月26日 - 久芳（くば）郵便局（三等）として開設。
- 1956年（昭和31年）3月11日 - 福富郵便局に改称。
- 1995年（平成7年）3月20日 - 造賀郵便局から集配業務の一部[1]を移管。
- 1998年（平成10年）11月9日 - 賀茂郡福富町久芳3704-1から同町久芳金口1539-26に移転。
- 2006年（平成18年）10月16日 - 豊栄郵便局から「724-03xx」区域の集配業務を移管。
- 2007年（平成19年）3月5日 - ゆうゆう窓口を廃止。郵便番号を724-02xx・724-03xxから739-23xxへ変更。
- 2007年（平成19年）10月1日 - 民営化に伴い、併設された郵便事業安芸西条支店福富集配センターに一部業務を移管。
- 2012年（平成24年）10月1日 - 日本郵便株式会社発足に伴い、郵便事業安芸西条支店福富集配センターを福富郵便局に統合。

## 取扱内容
- 郵便、印紙、ゆうパック、内容証明
- 貯金、為替、振替、振込、国際送金、国債
- 生命保険、バイク自賠責保険
- ゆうちょ銀行ATM
- 東広島市福富町・豊栄町内全域の集配業務

## 周辺
- 東広島市役所福富支所
- 福富ダム

## アクセス
- 芸陽バス福富支所前バス停から徒歩約4分、久芳バス停から徒歩約8分
- 山陽自動車道 西条ICから北へ約10.5km
- 国道375号・国道486号福富豊栄バイパス沿い
- 駐車場あり：6台